# 266 (číslo)
Dvě stě šedesát šest je přirozené číslo, které následuje po čísle dvě stě šedesát pět a předchází číslu dvě stě šedesát sedm. Římskými číslicemi se zapisuje CCLXVI a řeckými číslicemi σξϛ.

## Matematika
266 je:
- Deficientní číslo
- Nešťastné číslo
- Nepříznivé číslo
- V jedenáctkové soustavě se toto číslo zapisuje třemi stejnými číslicemi (22211)

## Astronomie
- (266) Aline je planetka hlavního pásu, kterou objevil v roce 1887 Johann Palisa

## Doprava
- Silnice II/266 je česká silnice II. třídy vedoucí na trase Německo -Lobendava – Šluknov – Rumburk[1]

## Ostatní
- +266 je mezinárodní telefonní předvolba Lesotha

## Roky
- 266
- 266 př. n. l.